# Aljaksandr Martynovitsj
Alyaksandr Oeladzimiravitsj Martynovich (Wit-Russisch: Аляксандр Уладзіміравіч Мартыновіч) (Russisch: Александр Мартынович) (Minsk, 26 augustus 1987) is een Wit-Russisch voetballer die bij voorkeur als centrale verdediger speelt. Hij verruilde in 2010 Dinamo Minsk voor FK Krasnodar, waar hij uitgroeide tot aanvoerder.

## Clubcarrière
Martynovich debuteerde in 2006 voor Dinamo Minsk in de Wit-Russische competitie. Na vier seizoenen werd hij getransfereerd naar het Russische FK Krasnodar. In totaal speelde hij 90 competitiewedstrijden voor Dinamo Minsk. Bij FK Krasnodar werd hij tot aanvoerder benoemd. Hij heeft nog een doorlopend contract tot medio 2015, met optie op nog een seizoen extra.

## Interlandcarrière
Martynovich nam met Wit Rusland -21 deel aan het EK -21 2009 in Zweden. Hij debuteerde voor Wit-Rusland op 18 november 2009 in een vriendschappelijke interland tegen Montenegro. Op 17 november 2010 scoorde hij twee doelpunten in een oefeninterland tegen Oman.
1 Agkatsev ·
3 Tormena ·
4 Costa ·
5 Castaño ·
6 Pina ·
7 Sá ·
8 Kozlov ·
9 Córdoba ·
10 Spertsjan  ·
11 Batxi ·
13 Djoepin ·
15 Olaza ·
18 Gazinski ·
19 Smolov ·
20 González ·
31 Kaio ·
33 Aroetjoenjan ·
40 Olusegun ·
53 Tsjernikov ·
62 Kovalevsky ·
88 Krivtsov ·
90 Cobnan ·
96 Koksjarov ·
98 Petrov ·
Coach: Moesajev